# ایر تاهیتی
ایر تاهیتی (به انگلیسی: Air Tahiti) یک شرکت هواپیمایی با کد یاتا VT است که در تاریخ ۱۹۸۷ میلادی تأسیس شده است.
دفتر مرکزی ایر تاهیتی در تاهیتی، پلی‌نزی فرانسه، فرانسه واقع شده است و قطب این شرکت هواپیمایی در فرودگاه بین‌المللی فاآ قرار دارد و به ۴۸ مقصد، پرواز مستقیم انجام می‌دهد.

## ناوگان

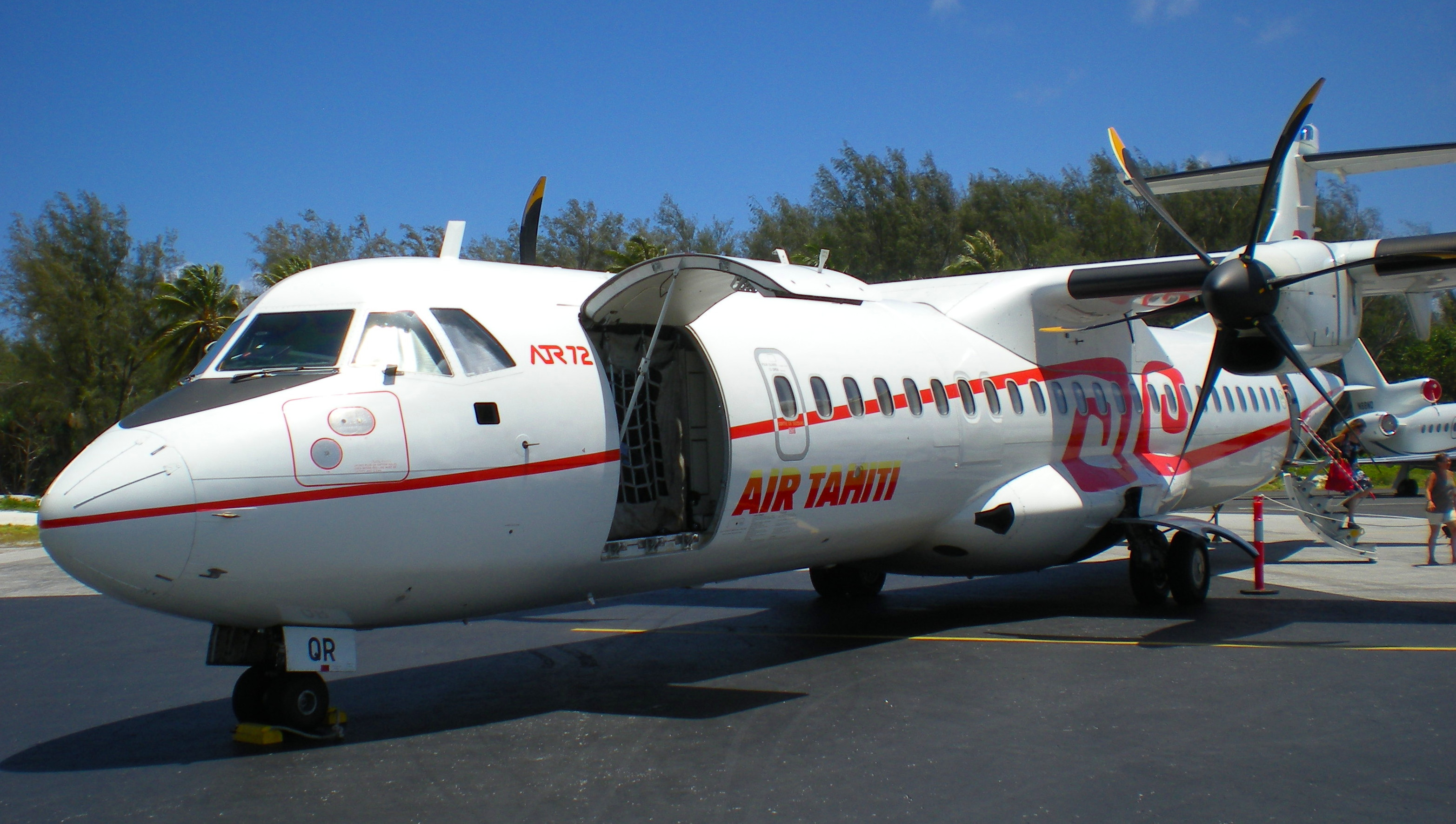
ای‌تی‌آر ۷۲از ناوگان ایرتاهیتی در فرودگاه بورا بورا

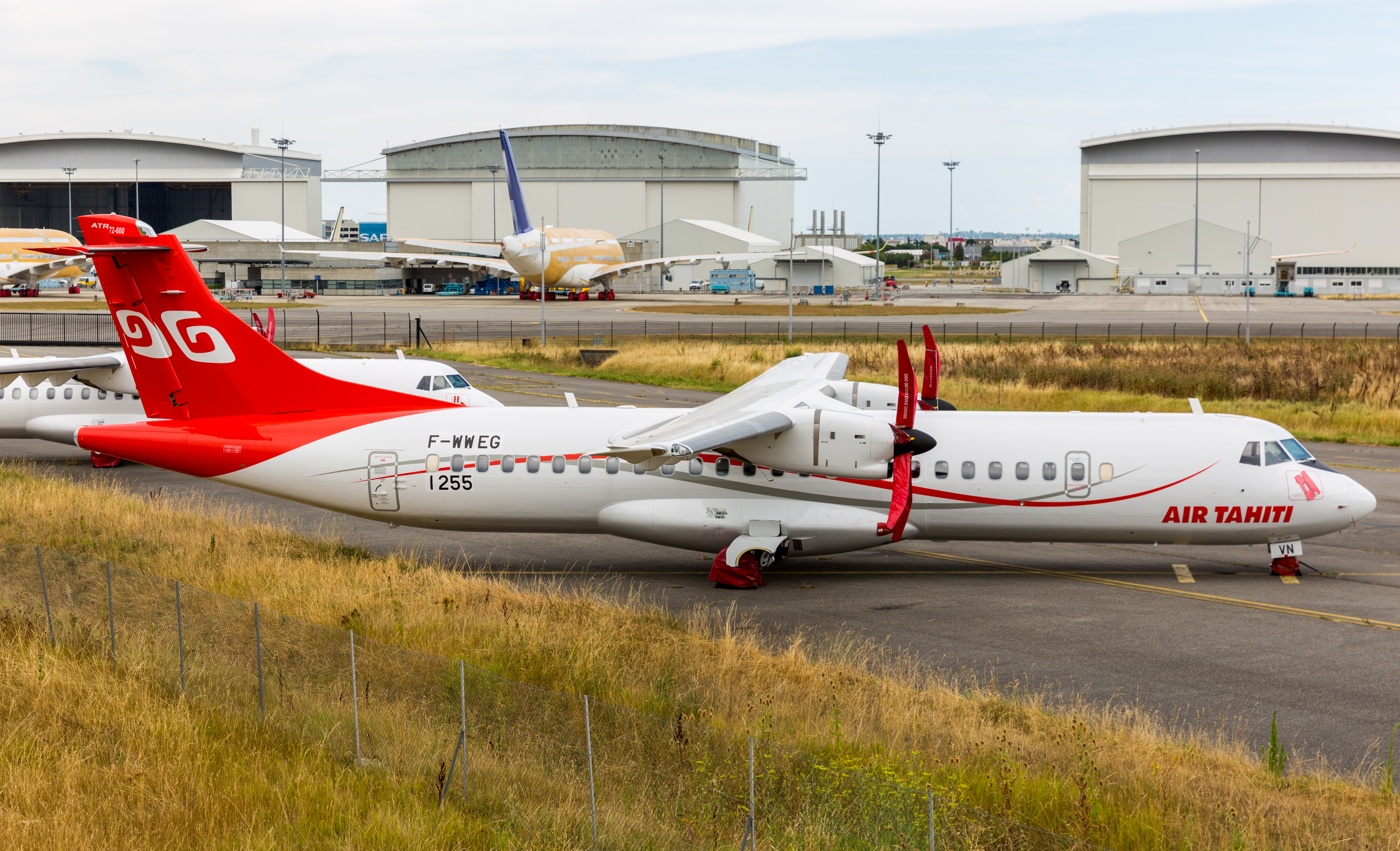
ای‌تی‌آر ۷۲ سری ۶۰۰ متعلق به ایر تاهیتی در فرودگاه تولوز–بلانیاک در سال ۲۰۱۵

ناوگان شرکت هواپیمایی ایرتاهیتی در دسامبر ۲۰۲۳، شامل هواگردهای ذیل بود.
| هواگرد                                | در حال خدمت | سفارش داده شده | تعداد مسافر | یادداشت               |
| ------------------------------------- | ----------- | -------------- | ----------- | --------------------- |
| ای‌تی‌آر ۴۲ سری ۶۰۰                     | ۲           | —              | ۴۸          |                       |
| ای‌تی‌آر ۷۲ سری ۶۰۰                     | ۱۰          | ۴              | ۷۸          | Deliveries from 2025. |
| بیچ‌کرفت سوپر کینگ ایر                 | ۳           | —              | ۸           |                       |
| دی هاویلند کانادا دی‌اچ‌سی-۶ توئین اوتر | ۱           | —              | ۱۹          |                       |
| جمع کل                                | ۱۶          | ۴              |             |                       |